# 本州四國聯絡高速道路
本州四國聯絡高速道路（日语：／ honshū shikoku renraku kōsoku dōro */?）是日本一家依據高速道路株式會社法所設立的特殊會社（具有法定地位的公營企業），主要業務為管理本州四國聯絡道路，也負責管理附設於上述聯絡道路上的鐵道設施。通稱為JB本四高速（JB為Japan Bridge略稱）。

## 公司概要
2005年10月1日設立。根據日本道路公團等民營化關係法施行法（平成16年法律第102號）第13條第1項之基本方針規定，與日本高速道路保有、債務返還機構共同承接本州四國聯絡橋公團之業務，並同時繼承其權利與義務。
總公司位於兵庫縣神戶市中央區小野柄通4-1-22。附屬機關長大橋技術中心蓄積了世界最高級的長大橋建設、維持管理技術等知識。靈活運用高階橋梁技術以及知識，在國內外進行橋梁的調查、設計、施工等受託與派遣技術者進行技術支援業務。
有3條路線的本州四國聯絡橋（本州四國聯絡道路）建設資金大半由借款提供，但是高額的通行費大幅下降了原先預計通車後的通行量。通行費收入不足也讓借款的償還不如預期順利，連帶影響財務狀況，公團經營的健全化相當急迫。
然而，道路會社法附則提到為確保經營的安定性，與西日本高速公路株式會社合併是必要的措施。
民營化之前，長期債務的一部分已被分割。詳細請參考本州四國聯絡橋公團。
該公司的經營理念為「Bridge：Communication & Technology」。

## 沿革

### 本州四國聯絡橋公團
- 1970年7月1日 - 本州四國聯絡橋公團設立。
- 1979年5月 - 大三島橋啟用。
- 1983年12月 - 因島大橋啟用。
- 1985年6月 - 大鳴門橋啟用。
- 1988年1月 - 伯方-大島大橋啟用。
- 1988年2月 - 尾道大橋自日本道路公團改由本社管理。
- 1988年4月 - 瀨戶中央自動車道全線通車，瀨戶大橋線開業。
- 1991年12月 - 生口橋啟用。
- 1997年3月 - 本社移轉至兵庫縣神戶市。
- 1998年4月 - 明石海峽大橋啟用，神戶淡路鳴門自動車道全線通車。
- 1999年5月 - 新尾道大橋、多多羅大橋、來島海峽大橋啟用，西瀨戶自動車道通車。
- 1999年12月 - 尾道大橋交給廣島縣道路公社管理。
- 2003年5月 - 公布本四債務負擔減輕特措法，公團的有息子負債3兆5,000億元中，國家繼承1兆3,400億元。
- 2004年6月 - 公布道路關係四公團民營化關係四法。

### 本州四國聯絡高速道路
- 2005年9月30日 - 民營化後，本州四國聯絡橋公團之業務由日本高速公路保有、債務返還機構與本州四國聯絡高速道路株式會社繼承，本州四國聯絡橋公團解散。
- 2005年10月1日 - 本州四國聯絡高速道路株式會社設立。
- 2006年3月 - 根據高速道路株式會社法第6條第1項規定，本州四國聯絡高速道路與獨立行政法人日本高速公路保有、債務返還機構間締結協定。
- 2006年4月 - 生口島道路、大島道路通車，西瀨戶自動車道全線通車。
- 2008年 - 瀨戶內美術館網路（せとうち美術館ネットワーク）開幕。
- 2011年12月 - 與日本高速公路國際（日本高速道路インターナショナル）締結相互協力協定。

## 事業所
- 總公司 - 兵庫縣神戶市中央區小野柄通4-1-22 UrbanAce三宮大廈
- 東京事務所 - 東京都港區赤坂1-6-19 KY溜池大廈
- 神戶管理中心 - 兵庫縣神戶市垂水區名谷町549
- 鳴門管理中心 - 德島縣鳴門市鳴門町土佐泊浦字大毛18
- 岡山管理中心 - 岡山縣都窪郡早島町早島2985
- 坂出管理中心 - 香川縣坂出市川津町下川津4388-1
- 島波尾道管理中心 - 廣島縣尾道市向島町6904
- 島波今治管理中心 - 愛媛縣今治市山路751-2

## 管理路線
- E28 神戶淡路鳴門自動車道（國道28號）
- E30 瀨戶中央自動車道（國道30號）
- E76 西瀨戶自動車道（國道317號）

## 關係企業
以下3公司為完全子公司。
- JB高速公路服務株式會社（JBハイウェイサービス株式会社，管理本州四國聯絡高速道路轄下服務區、停車區之企業）
- 株式會社橋梁・工程（株式会社ブリッジ・エンジニアリング）
- JB繳費系統株式會社（JBトールシステム株式会社）

## 相關項目
- 國土交通省 - 自動車交通局、道路局
- 西日本高速道路（NEXCO西日本）
- 阪神高速道路
- 渡（本州四國聯絡高速道路吉祥物角色）

## 外部連結
- 本州四國聯絡高速道路株式會社 （页面存档备份，存于）